# Балласт
Балласт в технике и механике — это дополнительный постоянно закреплённый или временно погруженный (принятый) груз с целью добиться результатов по одному или нескольким сразу из нижеперечисленных пунктов:
- улучшение балансирных качеств (то есть посадки объекта включая крен и дифферент, остойчивости или устойчивости путём смещения центра тяжести объекта в нужном направлении)[1];
- достижение определённого положения в равновесии силы притяжения силы отрыва от поверхности (то есть силы подъёма в воздух, силы плавучести или выталкивающей из воды силы);
- утяжеление предмета с целью уменьшения вибрации или уменьшения влияния на предмет внешних факторов (погоды в том числе).

Хорошим примером может служить игрушка неваляшка — все три пункта выполняются, а в качестве балласта используется грузило.

## Общепринятые виды балласта в технике
В технике (сюда мы относим и судостроение, и самолётостроение и так далее), существуют следующие общепринятые типы балласта:
- Балласт (электротехника) — компонент электрической цепи (в простейшем случае это двухполюсник c активным либо реактивным сопротивлением), который ограничивает силу тока через нагрузку, обладающую отрицательным дифференциальным сопротивлением.
- Мёртвый балласт — название балласта, который заранее заложен в корпус или прикреплён к корпусу технического средства или создан путём утяжеления технического средства. Этот балласт создаётся при постройке и невозможно или тяжело удалить его в дальнейшем. Мёртвый балласт существует как защита от человеческого фактора, чтобы человек не мог создать аварийную ситуацию путём удаления всего балласта. К мёртвому балласту можно отнести всё то, что не создаёт прочности или производственной необходимости для конструкции — например, утяжеление конструкции в нижней части корпуса судна путём заливки нижней части или всей части определённого отсека бетоном (цементом).
- Твёрдый балласт — это балласт из камней, металла, песка и всего прочего, что не является жидкостью или газом. Применяется в наши дни в основном на очень малых плавучих средствах (шлюпки, например) и наземных транспортных средствах, так как нет возможности для создания и установки специальных танков и насосов для возни с жидким балластом.
- Жидкий балласт — это, как правило забортная вода или вода погруженная с причала (с берега) заранее. Для принятия жидкого балласта на плавучих средствах имеются специально построенные балластные танки. На танкерах для принятия жидкого балласта могут служить и грузовые танки. Этот балласт имеет самое наибольшее применение в наши дни на плавучих средствах.

- Балласт в авиации и воздухоплавании — дополнительный груз на воздушных шарах, цеппелинах, предназначенный для достижения лучшей устойчивости, для смещения центра тяжести в нужном направлении, на аэростатах — для уравновешивания подъёмной силы и силы тяжести. В качестве балласта могут выступать мешки с песком, камни, топливо (пример — 4-й бак самолёта Ту-154), вода (напр., самолёт Ил-62 имеет балластный водяной бак).

- Балласт на надводных плавучих средствах — дополнительный груз на судах, кораблях и прочих плавучих средствах, предназначенный для улучшения остойчивости, для смещения центра тяжести в нужном направлении. На кораблях и судах в качестве балласта раньше выступали камни, мешки с землёй или песком, металлические и прочие тяжёлые изделия. Сегодня в качестве балласта выступает забортная вода, заполняющая балластные цистерны.

- Балласт на подводных плавучих средствах — дополнительный груз на подводный лодках, батискафах и прочих подводных плавучих средствах, предназначенный для улучшения остойчивости, для смещения центра тяжести в нужном направлении и для сбалансирования силы плавучести и силы тяжести (притяжения). Сегодня в качестве балласта выступает забортная вода, заполняющая балластные цистерны. Для удаления водяного балласта под водой используется сжатый воздух, который содержится в специальный баллонах.

- Балласт в нырянии и водолазном деле — дополнительный груз, предназначенный для уменьшения плавучести и увеличения силы притяжения за счёт утяжеления объекта погружения. В качестве балласта, как правило, выступают камни, металлические изделия (нагрудные грузы, например) и прочие тяжёлые изделия.

- Балласт наземного транспорта — дополнительный груз, предназначенный для достижения лучшей устойчивости транспортного средства, для смещения центра тяжести в нужном направлении, и в наземном транспорте — для повышения сцепления колёс с поверхностью. В качестве балласта могут выступать мешки с песком, металлические или бетонные изделия. Например, электровоз ВЛ10у постоянно нагружен балластом из бетонных блоков, установленных на раме для достижения необходимого сцепного веса.

- Балласт (путевое хозяйство) — материал для верхней части строения пути (балластной призмы) в железнодорожном путевом хозяйстве. Как правило, это щебень, реже — галька, песок, отходы производства асбеста.

## Балласт в аварийной ситуации
- Балласт в аварийной ситуации — в аварийной ситуации к балласту, кроме обычного балласта, могут отнести предметы и субстанции (даже топливо, например) отвечающие нижеследующим требованиям:
  -  — всё, что не является средством первой необходимости и жизнедеятельности людей и объекта в аварии;
  -  — то, что может исправить аварийную ситуацию путём уменьшения веса (добиваясь лучшей посадки, минимальных крена или дифферента, уменьшения силы трения и тяжести для поднятия вверх, всплытия), улучшения балансирных качеств (остойчивости или устойчивости, крена и дифферента и так далее).

## Балласт в переносном смысле или в смысле жаргона
Балласт в переносном значении (возникло определение от понятия балласта в аварийной ситуации) — нечто (предмет или человек), обладающее малой полезностью.